# Pseudalosterna pullata
Pseudalosterna pullata là một loài bọ cánh cứng trong họ Cerambycidae.